# Ryoji Abe
Ryoji Abe –en japonés, 阿部良二, Abe Ryoji– (6 de marzo de 1953) es un deportista japonés que compitió en ciclismo en la modalidad de pista. Ganó una medalla de bronce en el Campeonato Mundial de Ciclismo en Pista de 1975, en la prueba de velocidad individual.

## Medallero internacional
| Campeonato Mundial | Campeonato Mundial | Campeonato Mundial | Campeonato Mundial       |
| Año                | Lugar              | Medalla            | Competición              |
| ------------------ | ------------------ | ------------------ | ------------------------ |
| 1975               | Rocourt (Bélgica)  | Medalla de bronce  | Velocidad individual (P) |